# Annika Björkdahl
Annika Franciska Björkdahl, född 1 januari 1970, är professor i statsvetenskap och freds- och konfliktforskning vid Lunds universitet. Annika Björkdahl är också inspektor på Malmö nation, Lund.
Björkdahl ingår i forskningsprojektet STANCE.